# Niafunké (Kreis)

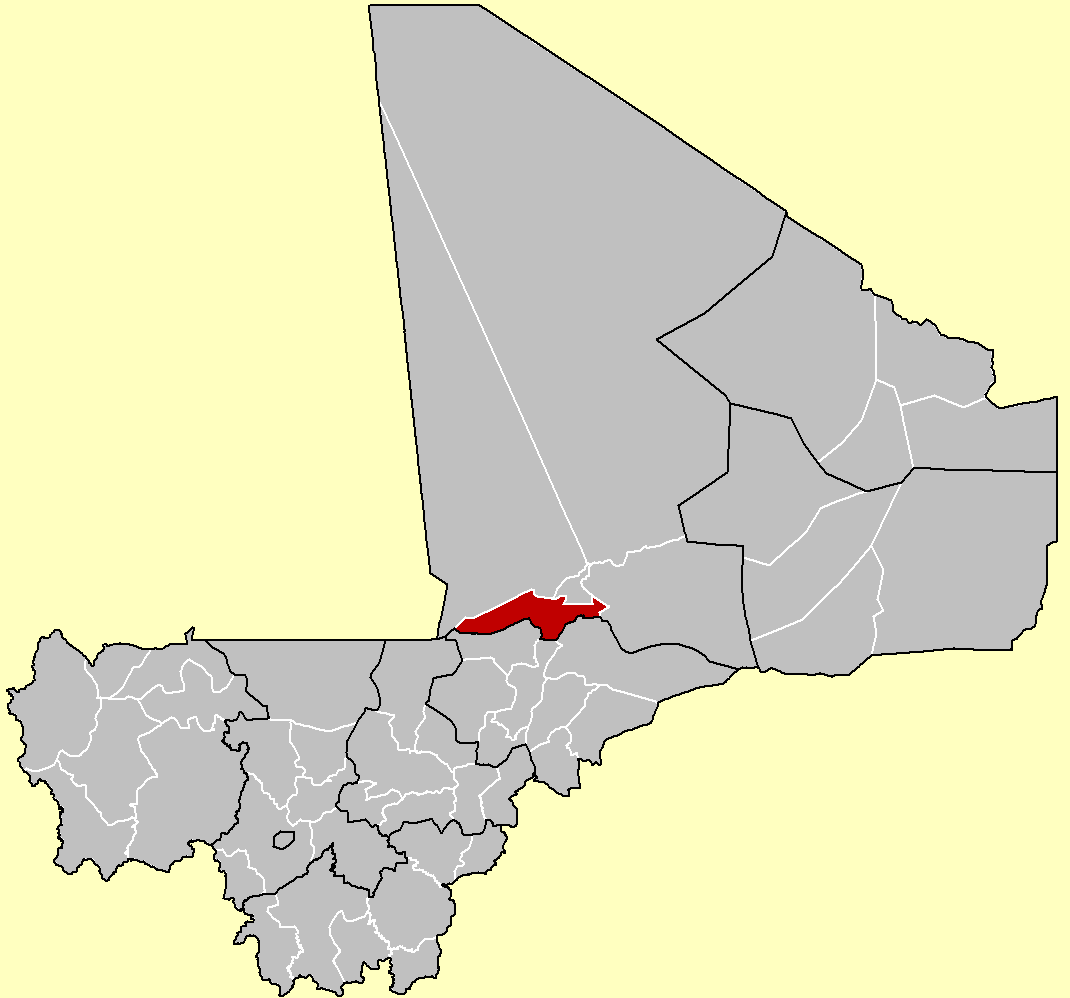
Kreis Niafunké

Niafunké ist der Name eines Kreises (franz. cercle de Niafunké) in der Region Timbuktu. Der Kreis teilt sich in neun Gemeinden, die Einwohnerzahl betrug beim Zensus 2009 184.285 Einwohner.
Gemeinden: Niafunké (Hauptort), Banikané Narhawa, Dianké, Fittouga, Koumaïra, Léré, N'Gorkou, Soboundou, Soumpi.